# Sundamys infraluteus
Sundamys infraluteus — вид пацюків (Rattini), ендемік о. Суматра і Борнео — Індонезія та Малайзія.

## Морфологічна характеристика
Довжина голови й тулуба 226—295 мм, довжина хвоста 260—343 мм, довжина лапи 52–61 мм і довжина вух 22–29 мм і вага до 600 грамів. Волосяний покрив довгий, щільний і матовий. Верхні частини темно-коричневі, з боків і плечей усипані жовтуватими волосками, на спині довгі чорнуваті волоски, підборіддя темно-коричневе, а черевні частини сірі зі світло-жовтими відблисками. Вуха відносно невеликі, темно-коричневі й укриті розкиданими волосками. Дорсальні частини ніг темно-коричневі. Хвіст довший за голову і тулуб, рівномірно темно-коричневий.

## Середовище проживання
Цей вид зустрічається в горах Суматри (Індонезія) і на півночі Борнео (Малайзія, Індонезія і, можливо, в Брунеї). Він має діапазон висот від 920 до 2930 м на горах Кінабалу та Трус Маді в Сабахі та від 700 до 2400 м на Суматрі. Є дуже мало інформації про середовище проживання та екологію цього виду. Він був зареєстрований у первинних лісах, у низькогірному дубовому лісі й у моховому лісі. Цей вид є наземним. Невідомо, чи є він у порушених місцях існування.

## Загрози й охорона
Популяціям цього виду на нижчих висотах може загрожувати загальна втрата середовища проживання через вирубку та переведення землі для сільськогосподарського використання. Він присутній у багатьох заповідних територіях.